# Dispositivo apuntador
Un dispositivo apuntador es un componente hardware (más concretamente un dispositivo de interfaz humana) que permite al usuario introducir datos de espacio a una computadora.
Los sistemas de diseño asistido por computadora (CAD) y los equipos dotados de interfaz gráfica de usuario (GUI) permiten al usuario, controlar y proporcionar datos a la computadora usando movimientos físicos del dispositivo (apuntar, clic, arrastrar), principalmente moviendo un ratón de mano sobre la superficie real de una mesa y activando los interruptores en este. Los movimientos del periférico son reflejados en la pantalla como movimientos del puntero o cursor, y otros cambios visuales.
La conexión del dispositivo puede ser cableada, inalámbrica (radio, bluetooth, infrarrojos), de contacto (pantallas táctiles), entre otros.
El dispositivo apuntador más habitual es el ratón, pero se utilizan también trackball, touchpad, trackpoint, lápiz óptico, joystick, varios tipos de tableta digitalizadora, punteros de cabeza, dispositivos de seguimiento ocular, guante de datos (dataglove), traje de datos (un mono dotado de sensores), videocámaras (quizá la más conocida sea la Eye Toy de Sony), varios tipos de punteros bucales (usados principalmente por personas afectadas por tetraplejía) que convierten acciones del usuario en acciones del sistema informático.
Un puntero puede referirse también a un tipo especial de lápiz que se utiliza para señalar cosas en una superficie amplia, como mapas o pantallas de proyección personal. Inicialmente solían ser lápices telescópicos que se recogían y ampliaban cuando no se usaban (quedando y pareciendo un bolígrafo normal que incluso escribe), pero están siendo sustituidos por punteros lumínicos, particularmente láser. Varios tipos de trackballs especialmente diseñados para presentaciones suelen incorporar uno de estos en uno de sus extremos.

## Ratón óptico y panel táctil
El mouse o ratón óptico es el dispositivo apuntador más común en las computadoras de escritorio. En cambio, en las  computadoras portátiles (notebooks, netbooks y ultrabooks), el panel táctil o touchpad es generalmente más utilizado que el ratón.

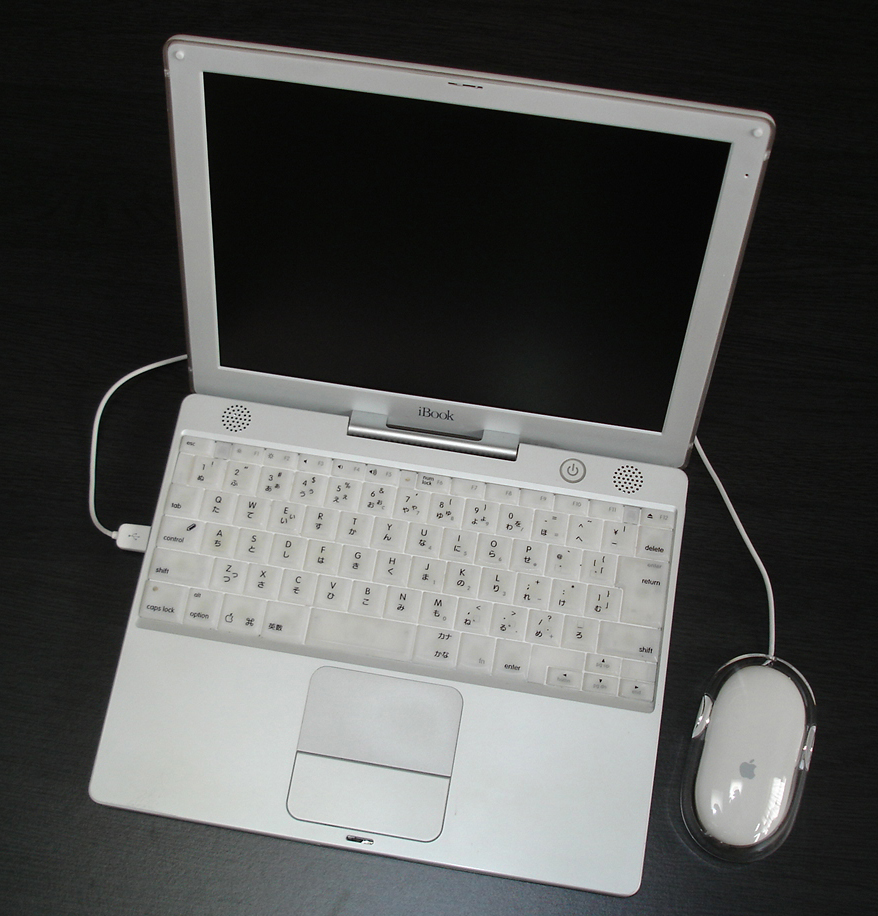
Ratón Apple Pro conectado por USB a una computadora Apple iBook G3 Blanca.
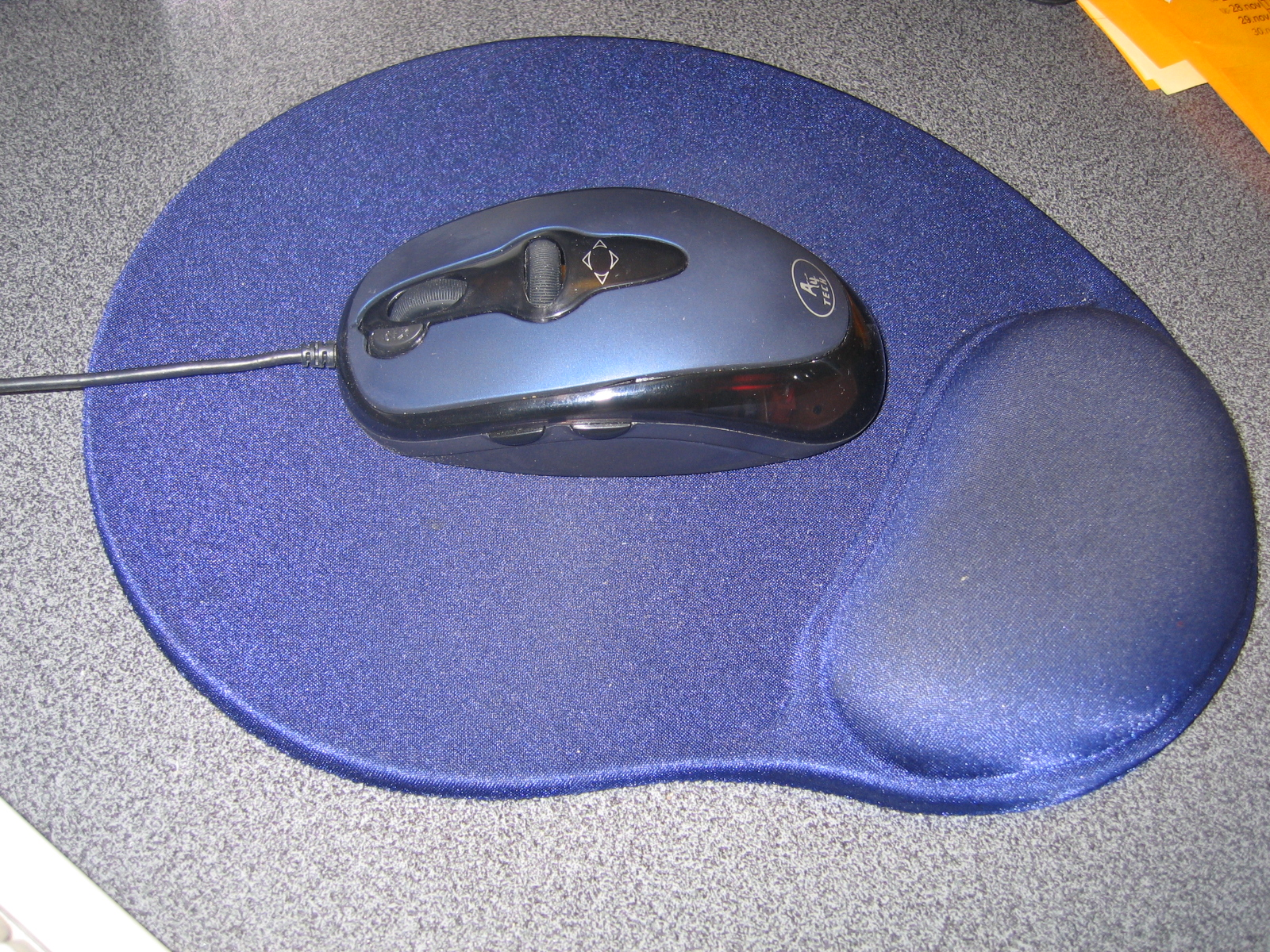
Ratón óptico con dos rueditas de desplazamiento (vertical y horizontal), sobre una alfombrilla ergonómica.
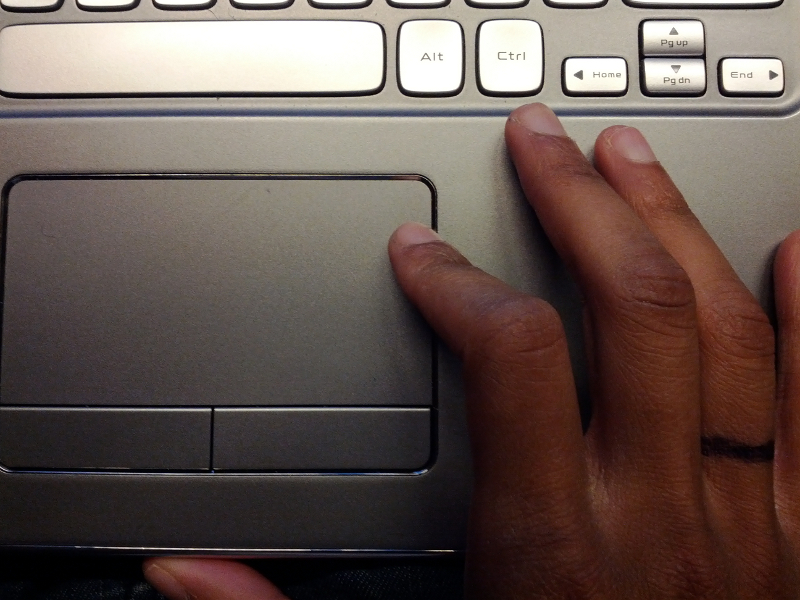
Panel táctil de una computadora portátil.
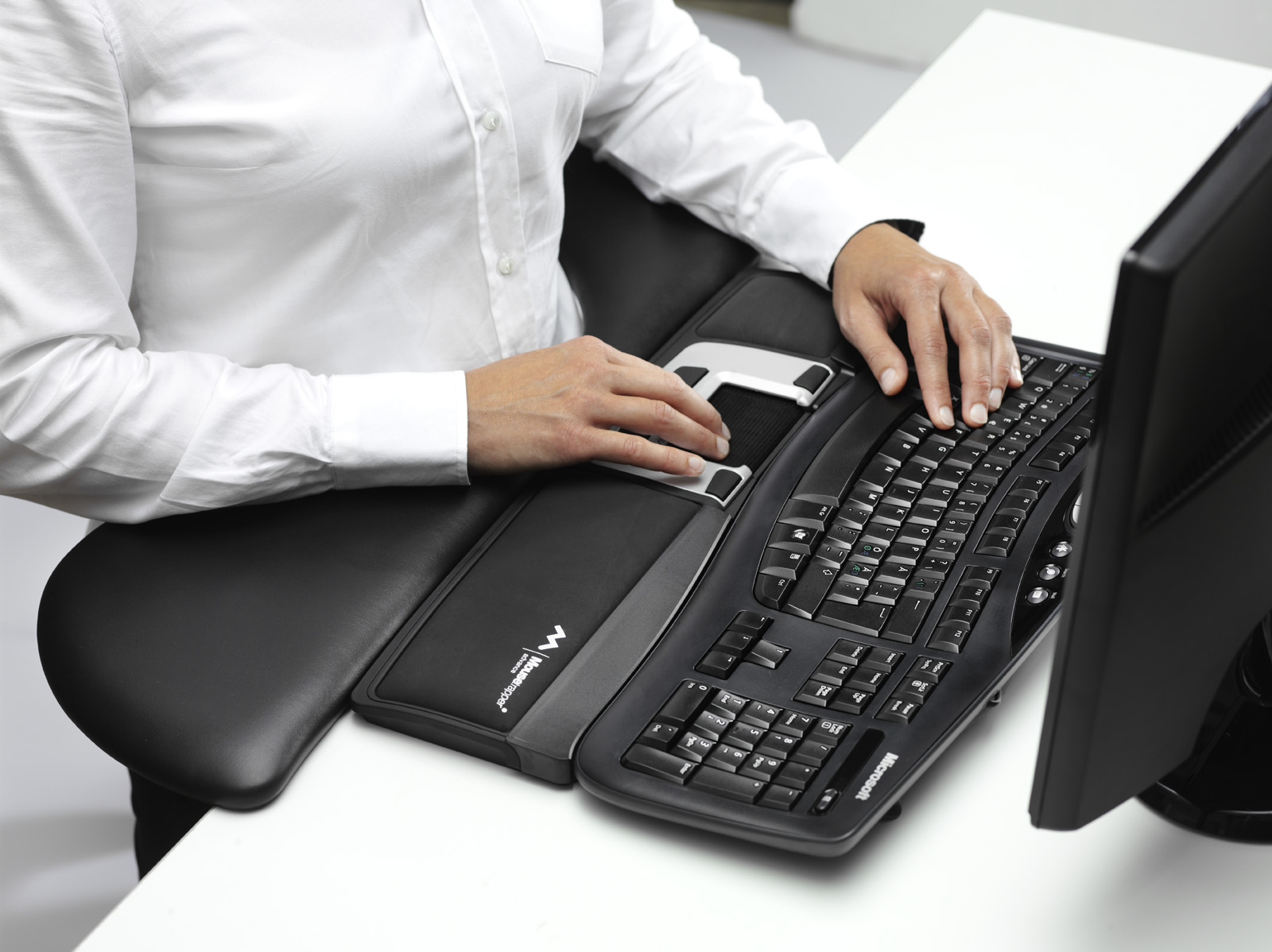
Panel táctil acoplado debajo del teclado de una computadora de escritorio.
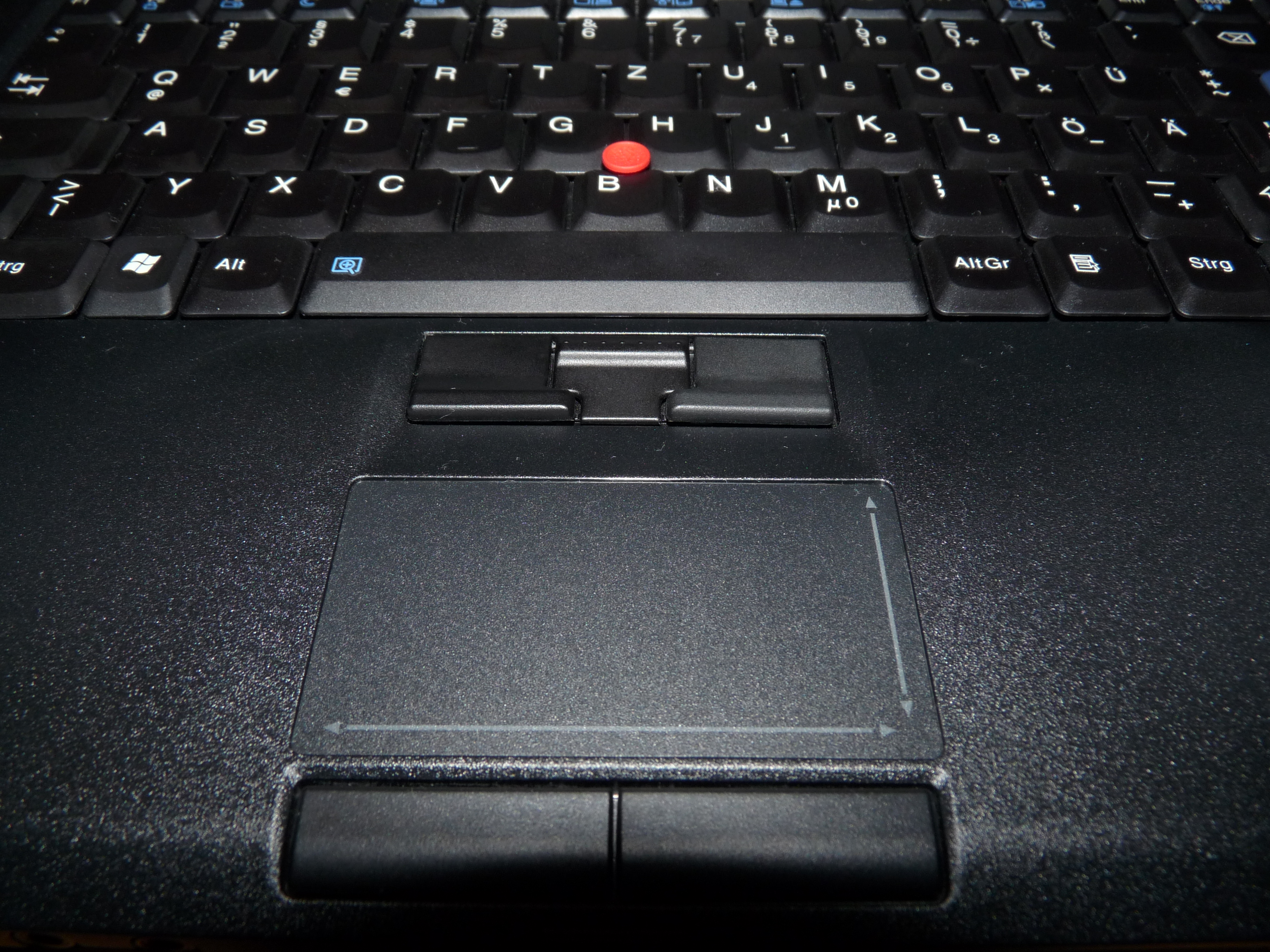
Notebook Lenovo ThinkPad UltraNav, con panel táctil (touchpad) y varita apuntadora (trackpoint).
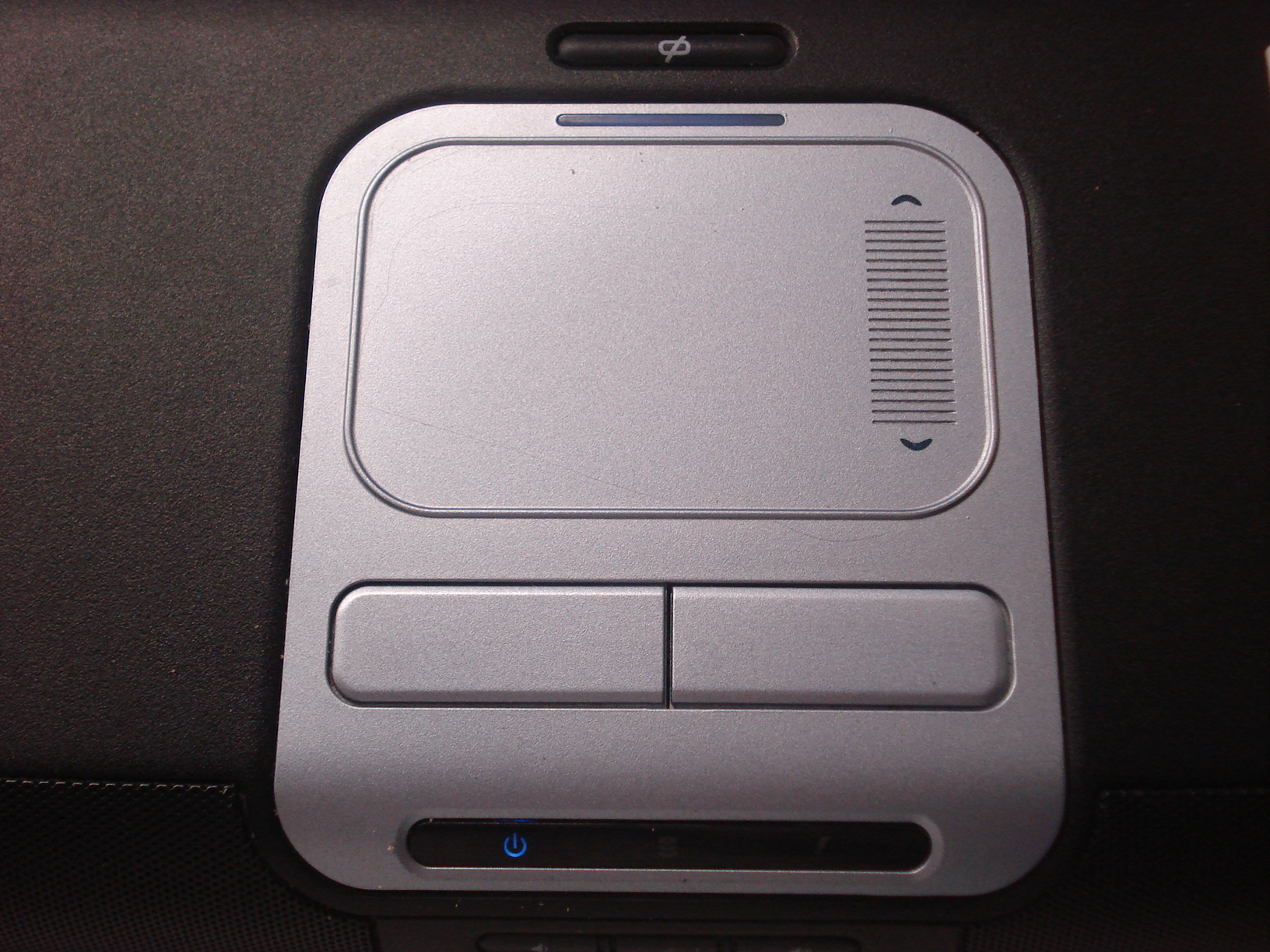
Panel táctil de computadora portátil.

## Dispositivos apuntadores 3D
PhaseSpace produce un dispositivo 3D consistente en múltiples detectores lineales que triangulan el origen de una fuente de luz. Esto proporciona una resolución espacial de 3600 x 3600 a 480 fotogramas por segundo. Modulando la fuente de luz, pueden emplearse múltiples fuentes que pueden ser seguidas individualmente. Puede ser usado en realidad virtual, realidad aumentada, entrenamiento, etc. con ventaja sobre los tradicionales joysticks o palancas de mando.